# Donja Reka
 Donja Reka  falu Horvátországban Zágráb megyében. Közigazgatásilag Jasztrebarszkához tartozik.

## Fekvése
Zágrábtól 29 km-re délnyugatra, községközpontjától 2 km-re északra fekszik. 

## Története
1857-ben 244, 1910-ben Gornja Rekával együtt 614 lakosa volt. 1869-ben a két falu együtt Rijeka néven szerepelt, ezen kívül lakosságukat még 1880-ban, 1921-ben és 1931-ben is együtt számlálták. Trianon előtt Zágráb vármegye Jaskai járásához tartozott. 2001-ben 325  lakosa volt. 

## Lakosság
| Lakosság változása | Lakosság változása | Lakosság változása | Lakosság változása | Lakosság változása | Lakosság változása | Lakosság változása | Lakosság változása | Lakosság változása | Lakosság változása | Lakosság változása | Lakosság változása | Lakosság változása | Lakosság változása | Lakosság változása |
| ------------------ | ------------------ | ------------------ | ------------------ | ------------------ | ------------------ | ------------------ | ------------------ | ------------------ | ------------------ | ------------------ | ------------------ | ------------------ | ------------------ | ------------------ |
| 1857               | 1869               | 1880               | 1890               | 1900               | 1910               | 1921               | 1931               | 1948               | 1953               | 1961               | 1971               | 1981               | 1991               | 2001               |
| 244                | 488                | 478                | 219                | 224                | 614                | 576                | 643                | 339                | 327                | 288                | 273                | 265                | 304                | 325                |

## Külső hivatkozások
Jasztrebaszka város hivatalos oldala